# Patrick Sweeney
Patrick Sweeney, född den 12 augusti 1952, är en brittisk roddare.
Han tog OS-brons i tvåa med styrman i samband med de olympiska roddtävlingarna 1988 i Seoul.